# Gran Premi del Brasil del 2017
El Gran Premi del Brasil de Fórmula 1 de 2017 serà la dinovena carrera de la temporada 2017. Tindrà lloc del 10 al 12 de novembre en el Circuit d'Interlagos, a São Paulo. Lewis Hamilton va ser el vencedor de l'edició anterior, seguit per Nico Rosberg i Max Verstappen. Els pilots que estaran en actiu que han guanyat al Brasil són Lewis Hamilton, Sebastian Vettel, Kimi Räikkönen i Felipe Massa.

## Entrenaments lliures

### Primers lliures
Resultats
| Pos. | Nº | Pilot            | Equip/Motor          | Millor temps | Diferència | Compost | Voltes |
| ---- | -- | ---------------- | -------------------- | ------------ | ---------- | ------- | ------ |
| 1    | 44 | Lewis Hamilton   | Mercedes AMG         | 1:09.202     | —          | SS      | 36     |
| 2    | 77 | Valtteri Bottas  | Mercedes AMG         | 1:09.329     | +0.127     | SS      | 43     |
| 3    | 7  | Kimi Räikkönen   | Ferrari              | 1:09.744     | +0.542     | SS      | 32     |
| 4    | 33 | Max Verstappen   | Red Bull - TAG Heuer | 1:09.750     | +0.548     | SS      | 31     |
| 5    | 3  | Daniel Ricciardo | Red Bull - TAG Heuer | 1:09.828     | +0.626     | SS      | 38     |

### Segons lliures
Resultats
| Pos. | Nº | Pilot            | Equip/Motor          | Millor temps | Diferència | Compost | Voltes |
| ---- | -- | ---------------- | -------------------- | ------------ | ---------- | ------- | ------ |
| 1    | 44 | Lewis Hamilton   | Mercedes AMG         | 1:09.515     | —          | S       | 11     |
| 2    | 77 | Valtteri Bottas  | Mercedes AMG         | 1:09.563     | +0.048     | S       | 14     |
| 3    | 3  | Daniel Ricciardo | Red Bull - TAG Heuer | 1:09.473     | +0.228     | S       | 13     |
| 4    | 5  | Sebastian Vettel | Ferrari              | 1:09.875     | +0.360     | SS      | 16     |
| 5    | 33 | Max Verstappen   | Red Bull - TAG Heuer | 1:09.886     | +0.371     | SS      | 12     |

### Tercers lliures
Resultats
| Pos. | Nº | Pilot            | Equip/Motor          | Millor temps | Diferència | Compost | Voltes |
| ---- | -- | ---------------- | -------------------- | ------------ | ---------- | ------- | ------ |
| 1    | 77 | Valtteri Bottas  | Mercedes AMG         | 1:09.281     | —          | SS      | 24     |
| 2    | 44 | Lewis Hamilton   | Mercedes AMG         | 1:09.284     | +0.003     | SS      | 26     |
| 3    | 7  | Kimi Räikkönen   | Ferrari              | 1:09.326     | +0.045     | SS      | 20     |
| 4    | 5  | Sebastian Vettel | Ferrari              | 1:09.339     | +0.058     | SS      | 21     |
| 5    | 3  | Daniel Ricciardo | Red Bull - TAG Heuer | 1:10.244     | +0.963     | SS      | 14     |

## Classificació
Resultats
| Pos. | Nº | Pilot             | Equip-motor             | Part 1      | Part 2      | Part 3   | Graella |
| ---- | -- | ----------------- | ----------------------- | ----------- | ----------- | -------- | ------- |
| 1    | 77 | Valtteri Bottas   | Mercedes AMG            | 1:09.452    | 1:08.638    | 1:08.322 | 1       |
| 2    | 5  | Sebastian Vettel  | Ferrari                 | 1:09.643    | 1:08.494    | 1:08.360 | 2       |
| 3    | 7  | Kimi Räikkönen    | Ferrari                 | 1:09.405    | 1:09.116    | 1:08.538 | 3       |
| 4    | 33 | Max Verstappen    | Red Bull - TAG Heuer    | 1:09.820    | 1:09.050    | 1:08.925 | 4       |
| 5    | 3  | Daniel Ricciardo  | Red Bull - TAG Heuer    | 1:09.828    | 1:09.533    | 1:09.330 | 14      |
| 6    | 11 | Sergio Pérez      | Force India             | 1:10.145    | 1:09.760    | 1:09.598 | 5       |
| 7    | 14 | Fernando Alonso   | McLaren F1 Team         | 1:10.172    | 1:09.593    | 1:09.617 | 6       |
| 8    | 27 | Nico Hülkenberg   | Renault                 | 1:10.078    | 1:09.726    | 1:09.703 | 7       |
| 9    | 55 | Carlos Sainz      | Renault                 | 1:10.227    | 1:09.768    | 1:09.805 | 8       |
| 10   | 19 | Felipe Massa      | Williams Martini Racing | 1:09.789    | 1:09.612    | 1:09.841 | 9       |
| 11   | 31 | Esteban Ocon      | Force India             | 1:10.168    | 1:09.830    |          | 10      |
| 12   | 8  | Romain Grosjean   | Haas F1 Team            | 1:10.148    | 1:09.879    |          | 11      |
| 13   | 2  | Stoffel Vandoorne | McLaren F1 Team         | 1:10.286    | 1:10.116    |          | 12      |
| 14   | 20 | Kevin Magnussen   | Haas F1 Team            | 1:10.521    | 1:10.154    |          | 13      |
| 15   | 39 | Brendon Hartley   | Scuderia Toro Rosso     | 1:10.625    | Sense temps |          | 18      |
| 16   | 94 | Pascal Wehrlein   | Sauber F1 Team          | 1:10.678    |             |          | 15      |
| 17   | 10 | Pierre Gasly      | Scuderia Toro Rosso     | 1:10.686    |             |          | 19      |
| 18   | 18 | Lance Stroll      | Williams Martini Racing | 1:10.776    |             |          | 16      |
| 19   | 9  | Marcus Ericsson   | Sauber F1 Team          | 1:10.875    |             |          | 17      |
| 20   | 44 | Lewis Hamilton    | Mercedes AMG            | Sense temps |             |          | 20      |

## Carrera
Resultats
| Pos. | Nº | Pilot             | Equip-motor             | Voltes | Temps/Retirat      | Graella | Punts |
| ---- | -- | ----------------- | ----------------------- | ------ | ------------------ | ------- | ----- |
| 1    | 5  | Sebastian Vettel  | Ferrari                 | 71     | 1:31:26.262        | 2       | 25    |
| 2    | 77 | Valtteri Bottas   | Mercedes AMG            | 71     | +2.762             | 1       | 18    |
| 3    | 7  | Kimi Räikkönen    | Ferrari                 | 71     | +4.600             | 3       | 15    |
| 4    | 44 | Lewis Hamilton    | Mercedes AMG            | 71     | +5.468             | 20      | 12    |
| 5    | 33 | Max Verstappen    | Red Bull - TAG Heuer    | 71     | +32.940            | 4       | 10    |
| 6    | 3  | Daniel Ricciardo  | Red Bull - TAG Heuer    | 71     | +48.691            | 15      | 8     |
| 7    | 19 | Felipe Massa      | Williams Martini Racing | 71     | +68.882            | 9       | 6     |
| 8    | 14 | Fernando Alonso   | McLaren F1 Team         | 71     | +69.363            | 6       | 4     |
| 9    | 11 | Sergio Pérez      | Force India             | 71     | +69.500            | 5       | 2     |
| 10   | 27 | Nico Hülkenberg   | Renault                 | 70     | +1 volta           | 7       | 1     |
| 11   | 55 | Carlos Sainz      | Renault                 | 70     | +1 volta           | 8       |       |
| 12   | 10 | Pierre Gasly      | Scuderia Toro Rosso     | 70     | +1 volta           | 17      |       |
| 13   | 9  | Marcus Ericsson   | Sauber F1 Team          | 70     | +1 volta           | 16      |       |
| 14   | 94 | Pascal Wehrlein   | Sauber F1 Team          | 70     | +1 volta           | 14      |       |
| 15   | 8  | Romain Grosjean   | Haas F1 Team            | 69     | +2 voltes          | 11      |       |
| 16   | 18 | Lance Stroll      | Williams Martini Racing | 69     | +2 voltes          | 18      |       |
| Ret  | 39 | Brendon Hartley   | Scuderia Toro Rosso     | 42     | Problemes mecànics | 18      |       |
| Ret  | 31 | Esteban Ocon      | Force India             | 0      | Col·lisió          | 10      |       |
| Ret  | 20 | Kevin Magnussen   | Haas F1 Team            | 0      | Col·lisió          | 13      |       |
| Ret  | 2  | Stoffel Vandoorne | McLaren F1 Team         | 0      | Col·lisió          | 12      |       |

## Classificacions després de la carrera
| Pos. | Pilot            | Punts | Canvis de posició |
| ---- | ---------------- | ----- | ----------------- |
| 1    | Lewis Hamilton   | 345   | =                 |
| 2    | Sebastian Vettel | 302   | =                 |
| 3    | Valtteri Bottas  | 280   | =                 |
| 4    | Daniel Ricciardo | 200   | =                 |
| 5    | Kimi Räikkönen   | 193   | =                 |

| Pos. | Constructor             | Punts | Canvis de posició |
| ---- | ----------------------- | ----- | ----------------- |
| 1    | Mercedes AMG            | 625   | =                 |
| 2    | Ferrari                 | 495   | =                 |
| 3    | Red Bull - TAG Heuer    | 358   | =                 |
| 4    | Force India             | 177   | =                 |
| 5    | Williams Martini Racing | 82    | =                 |